# Rifu
Rifu (jap. 利府町 Rifu-chō) – miasto w Japonii, w prefekturze Miyagi na wyspie Honsiu. Ma powierzchnię 44,89 km². W 2020 r. mieszkały w nim 35 182 osoby, w 12 526 gospodarstwach domowych  (w 2010 r. 33 994 osoby, w 10 808 gospodarstwach domowych) .
Na terenie miejscowości znajduje się Stadion Miyagi – arena Mistrzostw Świata 2002 – w trakcie mundialu rozegrano na nim trzy mecze (dwa w fazie grupowej i jeden 1/8 finału).
Rifu znane jest także z występujących tam grusz chińskich. Współcześnie również z wyrabianych tam - w oparciu o owoce gruszy chińskiej - win i słodyczy.

## Położenie
Miejscowość leży w środkowo-wschodniej części prefektury Miyagi, od południowego zachodu graniczy z miastem Sendai, a od wschodu - z Zatoką Matsushima.

## Populacja
Zmiany w populacji Rifu w latach 1970–2020::
| Rok  | Liczba ludności |
| ---- | --------------- |
| 1970 | 8 031           |
| 1980 | 11 201          |
| 1990 | 16 321          |
| 2000 | 32 257          |
| 2005 | 29 848          |
| 2010 | 33 994          |
| 2015 | 35 835          |
| 2020 | 35 182          |

## Transport

### Kolejowy
- East Japan Railway Company (JR East) – Tōhoku Main Line
- East Japan Railway Company (JR East) – Senseki Line

### Drogowy
- Sanriku Expressway
- North Sendai Expressway
- National Route 45

## Lokalne atrakcje
- Stadion Miyagi

## Znani ludzie urodzeni w Rifu
- Hisashi Katō –  były japoński piłkarz, reprezentant kraju